# 鸦儿胡同
39°56′28″N 116°23′25″E / 39.9409834°N 116.3903487°E

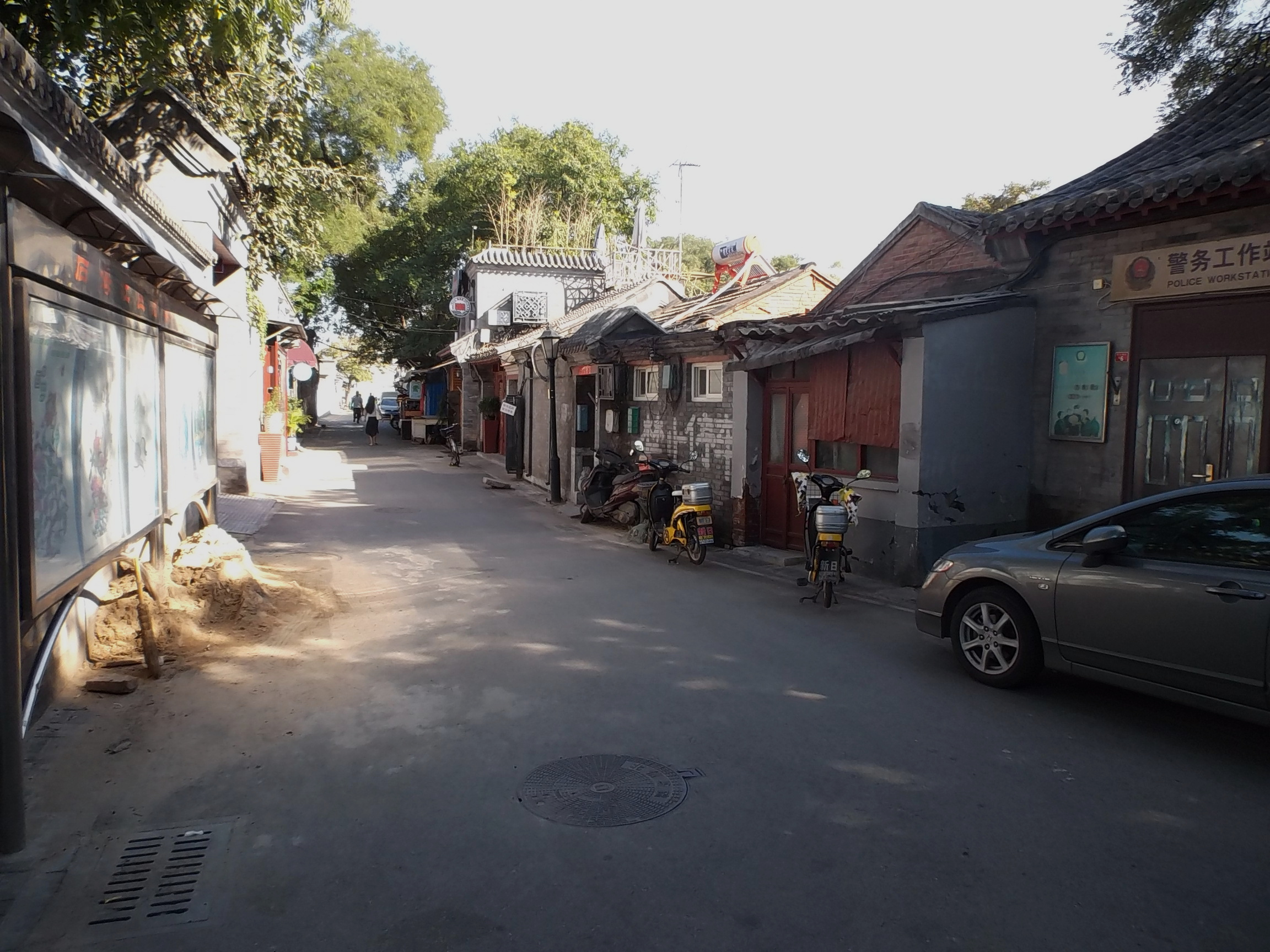
鸦儿胡同

鸦儿胡同，是位于中國北京市西城区北部的一条胡同，属于什刹海街道后海社区。

## 简介

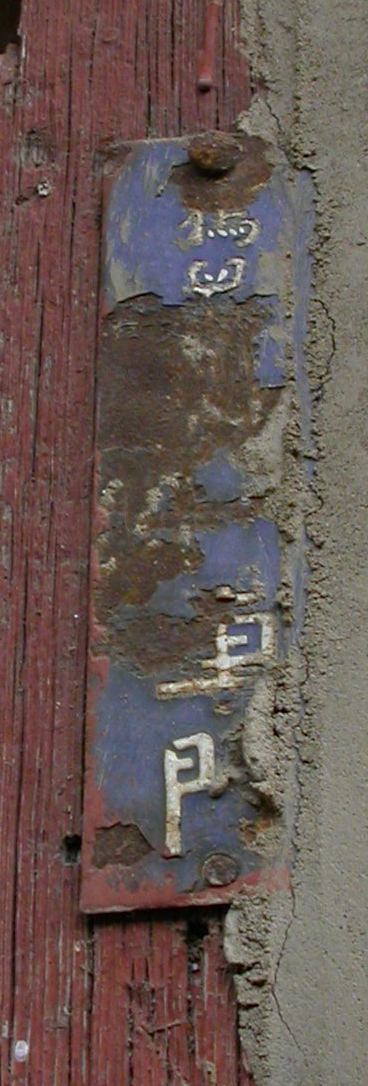
鸦儿胡同内依稀可见的重重困难飞

鸦儿胡同东起小石碑胡同，与烟袋斜街相通，西到甘露胡同。鸦儿胡同，明朝称“广化寺街”。因广化寺而得名。清朝取名“沿儿胡同”，谐音称“鸭儿胡同”、“鸦儿胡同”。今称“鸦儿胡同”。所以称“鸭儿”或“鸦儿”，据说均是“沿儿”的音转，因为该地早年为后海北河沿，故得名。20世纪末，北京三海房地产开发公司以危旧房改造立项，拆除了鸦儿胡同部分地段的平房，新建了一些四合院。

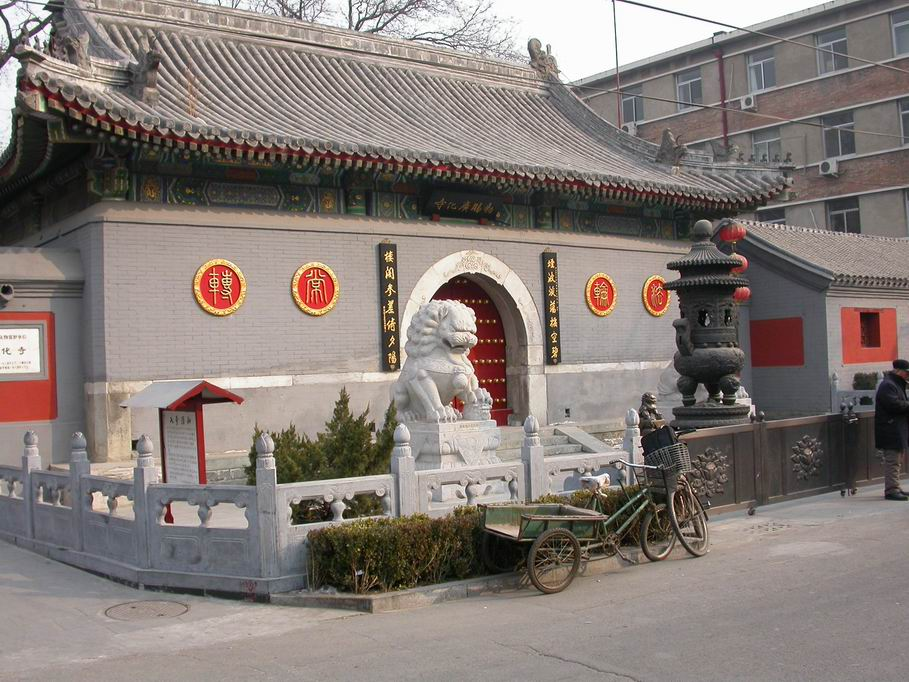
鸦儿胡同内的广化寺山门

广化寺在今鸦儿胡同31号，创建于元朝。明朝、清朝曾经多次重修。清朝光绪二十年（1894年）重建。该寺坐北朝南，内分五路。中路建筑依次为山门、钟鼓楼、天王殿、大雄宝殿、藏经阁。清朝末年，学部成立后，曾在该寺设编译局。宣统元年（1909年），在此筹建京师图书馆（今中国国家图书馆的前身）。如今，该寺为北京市佛教协会的驻地。1984年定为北京市文物保护单位。

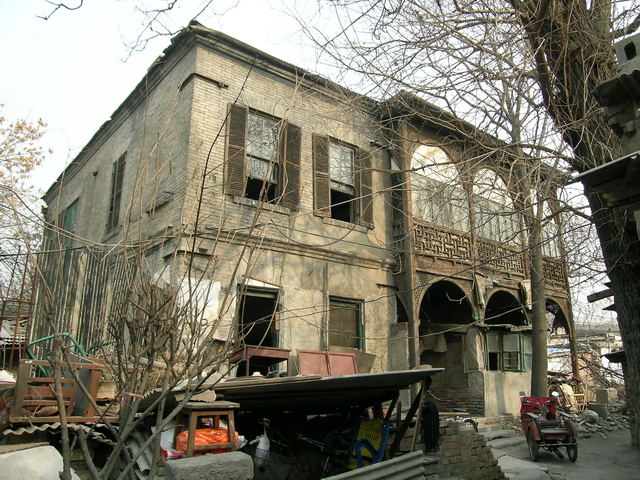
萧军的故居“海北楼”现已搬空

作家萧军的故居也在该胡同内，位于鸦儿胡同6号院内，是一座二层小楼。萧军称该楼为“海北楼”。从1951年至1988年，萧军一家一直住在该楼的楼上部分。1966年文革爆发后，萧军被揪斗和关押，一直到1972年初才回到“海北楼”，全家人挤在一间屋里住。萧军便把一个壁橱打扫出来，充当书房，并称该书房为“蜗蜗居”。他还让儿子用一块木板刻下“蜗蜗居”三个字，钉在这“书房”的“门”的上方。1987年底，北京市人民政府给萧军分配了木樨地茂林居小区的新住宅，但萧军不愿离开“海北楼”。1988年6月，萧军在“蜗蜗居”旁逝世。
鸦儿胡同23号，为原华北协和修道院。